# Macrosmia phalacra
Macrosmia phalacra är en fiskart som beskrevs av Merrett, Sazonov och Shcherbachev, 1983. Macrosmia phalacra ingår i släktet Macrosmia och familjen skolästfiskar. Inga underarter finns listade i Catalogue of Life.